# Ernst Good
Ernst Good (Flums, 14 gennaio 1950) è un ex sciatore alpino svizzero.

## Biografia
Specialista delle prove tecniche originario di Tannenheim di Flums e fratello di Rita, a sua volta sciatrice alpina, in Coppa del Mondo Ernst Good ottenne il primo risultato di rilievo il 13 gennaio 1975 sul tracciato Chuenisbärgli di Adelboden, dove concluse 9º in slalom gigante e salì per la prima volta sul podio il 14 dicembre dello stesso anno a Madonna di Campiglio piazzandosi 2º, sempre in slalom gigante, dietro al compagno di squadra Engelhard Pargätzi.
Selezionato dalla sua nazionale per i XII Giochi olimpici invernali di Innsbruck 1976, onorò la sua unica partecipazione olimpica vincendo la medaglia d'argento nello slalom gigante, valida anche ai fini dei Mondiali 1976, nella gara vinta dal connazionale Heini Hemmi; non completò invece lo slalom speciale. Il 25 febbraio 1977 conquistò l'ultimo podio di carriera in Coppa del Mondo con il 3º posto sulle nevi di Furano, terminando alle spalle degli austriaci Hansi Hinterseer e Manfred Brunner; esattamente un mese dopo l'8º posto nello slalom gigante di Coppa del Mondo disputato a Sierra Nevada in Spagna fu l'ultimo piazzamento della sua carriera agonistica.

## Palmarès

### Olimpiadi
- 1 medaglia, valida anche ai fini dei Mondiali:
  - 1 argento (slalom gigante a Innsbruck 1976)

### Coppa del Mondo
- Miglior piazzamento in classifica generale: 12º nel 1976
- 3 podi (tutti in slalom gigante):
  - 1 secondo posto
  - 2 terzi posti

### Campionati svizzeri
- 1 oro (slalom gigante nel 1976)[senza fonte]